# Theodore Nicholas Gill

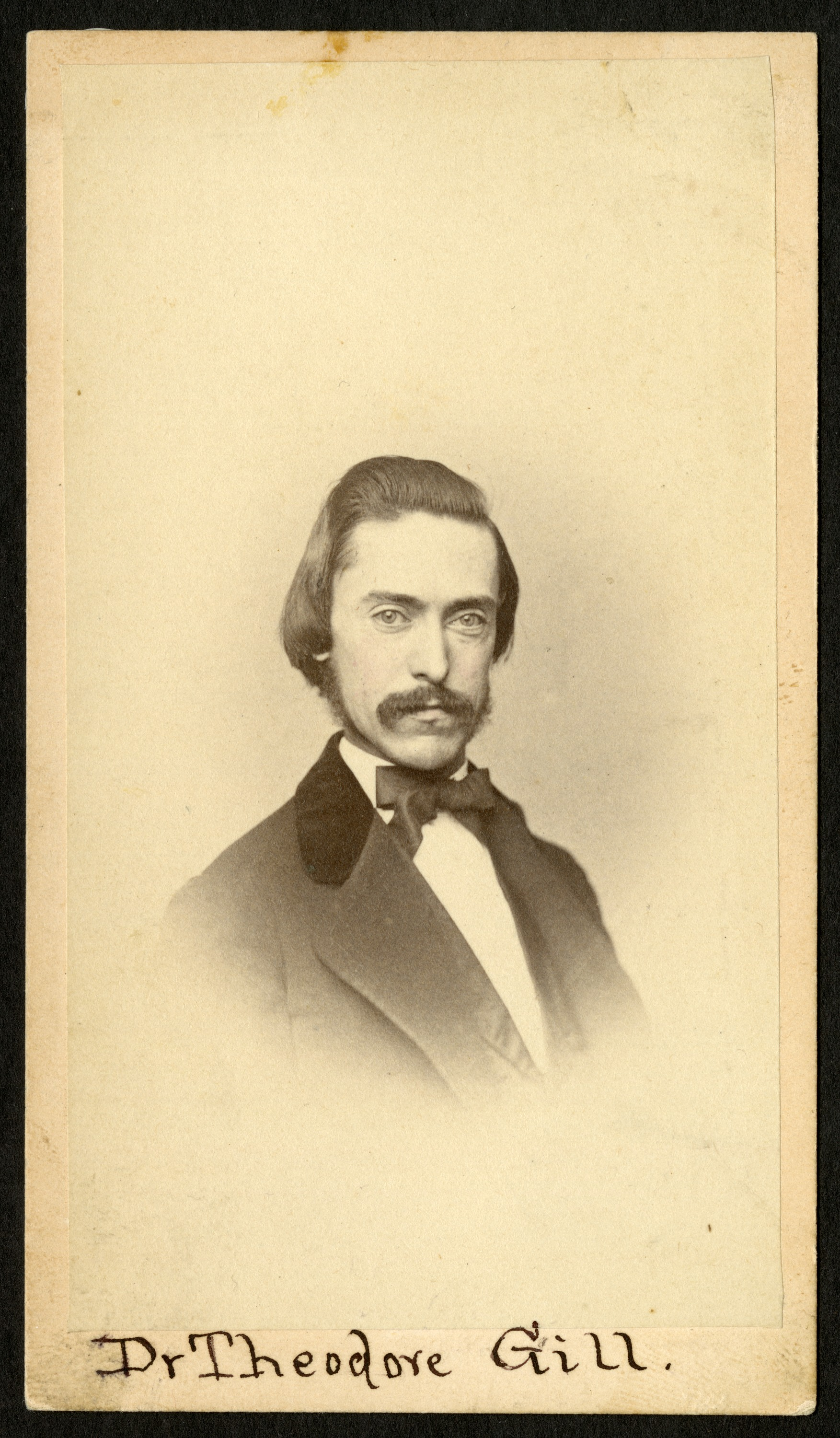
Theodore Nicholas Gill, Carte de Visite, 19. Jahrhundert

Theodore Nicholas Gill (* 21. März 1837 in New York City; † 25. September 1914 in Washington) war ein US-amerikanischer Ichthyologe und Malakologe. Über 50 Jahre lang war er außerordentliches Mitglied an der Smithsonian Institution.

## Leben
Theodore Nicholas Gill wurde in einem Haus am Broadway in Manhattan geboren, übersiedelte aber bald in die Grand Street, am Rande der damals nur 300.000 Einwohner zählenden Stadt, wo schon die freie Naturlandschaft mit Feldern und Wäldern begann.
Sein Vater bestimmte seinen Sohn zu einer Berufslaufbahn als Geistlicher und schickte ihn, nachdem er kurze Zeit eine renommierte Grammar School besucht hatte, zu einem Privatlehrer, um ihm eine gute Ausbildung, besonders in Altphilologie, zu sichern. 
Nachdem Theodore Nicholas Gills Mutter gestorben war, heiratete sein Vater erneut und übersiedelte nach Brooklyn. Der junge Theodore besuchte ab diesem Zeitpunkt wieder eine Schule in der City und musste täglich mit der Fähre von Brooklyn zum Festland fahren, wo er in der Nähe des Überseehafens an einem der größten Fischmärkte der Welt, dem Fulton Fish Market, vorbeikam. Sein Interesse für die Fische wurde bald geweckt, an eine wissenschaftliche Laufbahn war aber in der damaligen Situation für ihn nicht zu denken.
Gill entschied sich daher, der ungeliebten Laufbahn als Geistlicher auszuweichen, und ein Studium der Rechtswissenschaften zu beginnen, um später bei einem Onkel in einer Rechtsanwaltskanzlei unterzukommen. Seine wahren Interessen jedoch galten der Wissenschaft und der Natur. 
Das Studium der Naturwissenschaften bot damals nur wenige Möglichkeiten für eine Anstellung, doch Gill bekam ein Stipendium am Wagner Free Institute of Science in Philadelphia PA, wo er seinen Interessen weiter nachgehen konnte. Er begann, seine wissenschaftlichen Bekanntschaften auszubauen, und traf 1856 den Weichtierzoologen William Stimpson (1832–1872) in New York, der gerade von der North Pacific Exploring Expedition zurückgekommen war und an der Smithsonian arbeitete. Stimpson kehrte nach Washington zurück und erzählte Spencer Fullerton Baird (1823–1887) über den jungen Naturwissenschaftler. Baird und Gill wurden durch Korrespondenz miteinander bekannt, und Baird arrangierte die Publikation Gills Berichts über die Fische New Yorks im Smithsonian Annual Report 1856. Im Dezember folgenden Jahres reiste Gill nach Washington, um seine Expedition in die Karibik vorzubereiten. Dort traf er Baird dann persönlich und den Sekretär der Smithsonian Joseph Henry (1797–1878). Das war der Beginn einer lebenslangen Mitgliedschaft an der Smithsonian Institution.
Gill kam mit einer wichtigen Sammlung aus der Karibik zurück, teils auch mit Seefischen aus Trinidad. Im August 1858 ging er nach Washington, um seine Sammlung aufzuarbeiten, die an der Smithsonian deponiert ist. 1859 unternahm er eine zweite Reise, diesmal nach Neufundland, um seinem Großvater bei der Errichtung seines Anwesens zu helfen. Diese zwei Reisen waren die einzigen beträchtlichen Feldarbeiten, die er je unternommen hat. Den Rest seiner Karriere verbrachte er mit dem Studium der immer weiter wachsenden Sammlungen im Museum.
Nach der Rückkehr aus Neufundland wurde Gill von Baird auserwählt, bei der Aufarbeitung der Ergebnisse des Northwest Boundary Survey zu helfen. 1862 wurde Gill als Verantwortlicher der Smithsonianschen Bibliothek eingesetzt. Als diese Bibliothek 1866 in die Library of Congress (Washington) integriert wurde, wurde Gill mit übernommen und als Assistant, später als Senior Assistant Librarian of Congress eingesetzt, diesen Posten hatte er bis 1874 inne. Neben seiner Karriere bei der Smithsonian war er sehr lange wissenschaftliches Mitglied am Columbian College in Washington, heute George Washington University. Dort begann Gill 1860 als stellvertretender Professor und wurde 1864 Dozent, 1884 Professor und 1910 Professor emeritus. Während dieser Zeit erwarb er von der Universität vier akademische Grade:
- 1865 Master of Arts
- 1866 Doctor of Medicine (honorary)
- 1870 Doctor of Philosophy
- 1895 Doctor of Laws

Trotzdem war Gill ein wenig inspirierter Dozent und zeigte kaum Interesse in Verwaltungsangelegenheiten oder tagtäglicher Arbeit an den Sammlungen. Tatsächlich hat er Baird früh in seiner Karriere zu verstehen gegeben, dass er nach dreimaliger Änderung der Smithsonianschen Fischsammlungen nichts mehr damit zu tun haben wollte. 
Gill war ein sehr produktiver Autor, er gab mehr als 500 Manuskripte in seiner langen Karriere heraus. Hauptsächlich ging es darin um Fische (388), aber er schrieb auch über Vögel, Säugetiere und Weichtiere sowie über theoretische und allgemeine Biologie. Eine Zeit lang gab er das ornithologische Magazin The Osprey heraus. Gill war sehr an Verwandtschaften zwischen Tieren und an Taxonomie interessiert. Er gebrauchte Osteologie und andere ähnliche Wissenschaften in seinen Studien. Als Resultat hatten Gills Werke einen sehr eigenen Gesichtspunkt dazu als andere taxonomische Beschreibungen in dieser Ära. Seine Arbeiten basierten immer auf sorgfältige Beobachtungen, jedoch wurden sie alle kurz und knapp gehalten. Er bevorzugte es, erst mal an kleineren Gruppen zu arbeiten, und die Resultate danach aufs Papier zu bringen. Viele seiner früheren Manuskripte wurden in den Annals of the New York Lyceum of Natural History (dem Lyceum trat er 1858 bei) und den Proceedings of the Academy of Natural Sciences of Philadelphia (die Academy wählte ihn 1860 zum Korrespondenten). Nachdem die Herausgabe der Proceedings of the United States National Museum 1878 begann, erschienen die meisten von Gills Manuskripten dort. Unter den einflussreichsten Arbeiten war auch seine Taxonomie der Fische (1872), deren Grundlage die Smithsonianschen Fischsammlungen waren und die den meisten Ichthyologen noch viele Jahre danach als Vorlage diente. 
Obwohl Gill nie geheiratet hat und viel Zeit in seiner Unterkunft der Smithsonian Institution verbrachte, war er durchaus kein Einsiedler. Er teilte sein Leben in Wissenschaft und Gesellschaft gleichmäßig auf. Er war ein Mitglied vieler wissenschaftlicher Gesellschaften, wie die American Association for the Advancement of Science (Washington), deren Fellow er 1875 wurde und der er 1897 als Präsident vorstand. Seit 1867 war er gewähltes Mitglied der American Philosophical Society. 1873 wurde er zum Mitglied der National Academy of Sciences (Washington) gewählt. Gill wurde sehr geehrt und von seinen Kollegen geachtet. David Starr Jordan hatte Gill sogar mit Respekt vergöttert, so nannte er ihn den Master of Taxonomy und den leidenschaftlichsten Interpreten taxonomischer Fakten, den es je in der Geschichte der Ichthyologie gegeben hat. Gill opferte freiwillig seine Zeit, um seinen wissenschaftlichen Kollegen und der Öffentlichkeit mit seiner Kenntnis in Rat und Tat zur Seite zu stehen. Er erstellte Artikel in Enzyklopädien und anderen öffentlichen Werken, u. a. gab er auch ein Interview der Washington Post über Seefische. Durch einen Schlaganfall geschwächt verbrachte Gill seine letzten Jahre still in Washington, wo er dann am 25. September 1914 verstarb.

## Schriften
- Catalogue of the fishes of the eastern coast of North America, from Greenland to Georgia. Philadelphia 1861.
- Arrangements of the Families of Mollusks 1871.
- Arrangement of the Families of Mammals 1872.
- Material for a bibliography of North American mammals. Washington 1877.
- Günther's literature and morphography of fishes. Forest and Stream, New York 1881.
- Scientific and popular views of nature contrasted. Judd & Detweiler, Washington 1882.
- Addresses in memory of Edward Drinker Cope. Philadelphia 1897.
- A remarkable genus of fishes, the umbras. Smithsonian, Washington 1904.
- Angler fishes. 1909.
- Notes on the structure and habits of the wolffishes. Washington 1911.